# Bataille de Spring Hill
Guerre de Sécession
Batailles
Campagne de Franklin-Nashville
- Allatoona
- Decatur
- Johnsonville
- Columbia
- Spring Hill
- Franklin
- 3e Murfreesboro
- Nashville
- Anthony's Hill

La bataille de Spring Hill s'est déroulée le 29 novembre 1864, à Spring Hill, au Tennessee, dans le cadre de la campagne de Franklin-Nashville de la guerre de Sécession. L'armée du Tennessee confédérée, commandée par le lieutenant général John Bell Hood, attaque une force de l'Union sous les ordres du major général John M. Schofield qui retraite alors de Columbia, à travers Spring Hill. À la suite d'une série d'échecs de commandement, les confédérés ne parviennent pas à infliger de sérieux dommages aux fédéraux et ne peuvent pas empêcher leur passage en toute sécurité au nord de Franklin pendant la nuit. Le lendemain, Hood poursuit Schofield et attaque ses fortifications lors de la bataille de Franklin, entraînant de lourdes pertes confédérées.

## Contexte
À la suite de sa défaite lors de la campagne d'Atlanta, Hood a espéré attirer le major général William T. Sherman dans une bataille en perturbant ses lignes d'approvisionnement de Chattanooga à Atlanta. Après une brève période durant laquelle il poursuit Hood, Sherman choisit plutôt de mener sa marche vers la mer d'Atlanta à Savannah, en Géorgie. Il laisse les forces sous le commandement du major général George H. Thomas, commandant de l'armée du Cumberland, pour défendre le Tennessee et défaire Hood : principalement le IVe corps de l'armée du Cumberland, commandé par le major général David S. Stanley, et le XXIIIe corps de l'armée de l'Ohio, commandé par le major général John Schofield.
Hood se déplace à travers le nord de l'Alabama et concentre son armée à Florence, du 30 octobre au 21 novembre, dans l'attente de ravitaillement et pour faire la jonction avec son  nouveau commandant de cavalerie, le major général Nathan Bedford Forrest. Plutôt que d'essayer de poursuivre Sherman à travers la Géorgie, Hood décide de mettre en œuvre un nouveau plan d'action : aller vers le nord, dans le Tennessee, défaire l'armée de Thomas avant qu'elle se concentre, capturer l'important centre de fabrication de Nashville, et continuer vers le nord dans le Kentucky, peut-être aussi loin que la rivière Ohio. À partir de ce point, il pourrait partir vers l'est en Virginie pour rejoindre le général Robert E. Lee à Petersbourg. Son commandant de théâtre, le général P. G. T. Beauregard, exhorte Hood de prendre des mesures immédiates pour tenter de détourner la progression de Sherman, soulignant l'importance de bouger avant que Thomas puisse consolider ses forces.
L'armée du Tennessee marche vers le nord de Florence, le 21 novembre en trois colonnes : le corps du major général Benjamin F. Cheatham sur la gauche, celui du lieutenant général Stephen D. Lee au centre, et enfin celui du lieutenant général Alexander P. Stewart sur la droite, le tout projeté de façon agressive par la cavalerie de Forrest. Schofield, qui commande le corps de Stanley ainsi que son propre corps, se retire en face de cette avance, en marchant rapidement vers le nord, de Pulaski à Columbia. Les fédéraux sont en mesure d'atteindre Columbia et d'ériger des fortifications, quelques heures seulement avant l'arrivée des confédérés.
Du 24 au 29 novembre, la « bataille de Columbia » est une série d'escarmouches et de bombardements d'artillerie contre Columbia. Le 28 novembre, Thomas ordonne à Schofield de commencer les préparatifs en vue d'un retrait au nord vers Franklin. Il s'attend (à tort) à l'arrivée imminente du XVIe corps du major général Andrew J. Smith en provenance du Missouri et il veut que la force combinée se défende contre Hood sur la ligne de la rivière Harpeth à Franklin, au lieu de la rivière Duck à Columbia. Schofield envoie son train d'approvisionnement de 800 chariots en avant, gardé par une partie de la division du IVe corps du brigadier général George D. Wagner. Le même jour, Hood envoie les trois divisions de cavalerie sous les ordres de Nathan Bedford Forrest à quelques kilomètres à l'est de Colombia, où elles franchissent la rivière et se dirigent vers le nord.
Le 29 novembre, Hood envoie le corps de Cheatham et le corps de Stewart pour une marche de flanquement vers le nord, traversant la rivière Duck, à Davis's Ford à l'est de Columbia, tandis que les deux divisions du corps de Lee et la plupart de l'artillerie de l'armée restent sur la rive sud pour tromper Schofield en lui faisant croire qu'un assaut général est planifié contre Columbia. Hood, chevauchant à proximité de la tête de la colonne avec le corps de Cheatham, prévoit d'interposer son armée entre Schofield et Thomas, espérant défaire Schofield pendant que les fédéraux reculent vers le nord de Colombia. Le corps de Stewart suit Cheatham, et ils sont suivis par la division du major général Edward "Allegheny" Johnson (corps de Lee). Le reste du corps de Lee reste au sud de Colombie, faisant une démonstration avec des tirs d'artillerie contre les hommes de Schofield au nord de la Duck.
Les escarmouches de cavalerie entre la cavalerie de l'Union du brigadier général James H. Wilson et  les troupes confédérées de Forrest se poursuivent tout au long de la journée alors que les confédérés avancent. Le large mouvement tournant de Forrest avec 4 000 soldats a repoussé Wilson vers le nord de Hurt's Corner, empêchant les cavaliers de l'Union d'interférer avec la progression de l'infanterie de Hood. À 10 heures du matin, le 29 novembre, Forrest ordonne à ses hommes de se tourner vers l'ouest en direction de Spring Hill. Wilson envoie plusieurs messages à Schofield l'avertissant de l'avance de Hood, mais ce n'est qu'à l'aube du 29 novembre, que Schofield croit les rapports, comprend la supercherie représentée par le bombardement de l'artillerie de Lee, et se rend compte de la situation dans laquelle il se trouve. Il envoie Stanley vers le nord avec la division du IVe corps du brigadier général Nathan Kimball, le reste de la division de Wagner, et le gros de la réserve de l'artillerie fédérale. Leur mission est initialement de protéger les trains, mais aussi de tenir le carrefour à Spring Hill pour permettre à l'ensemble de l'armée de se retirer en toute sécurité vers Franklin.

## Bataille

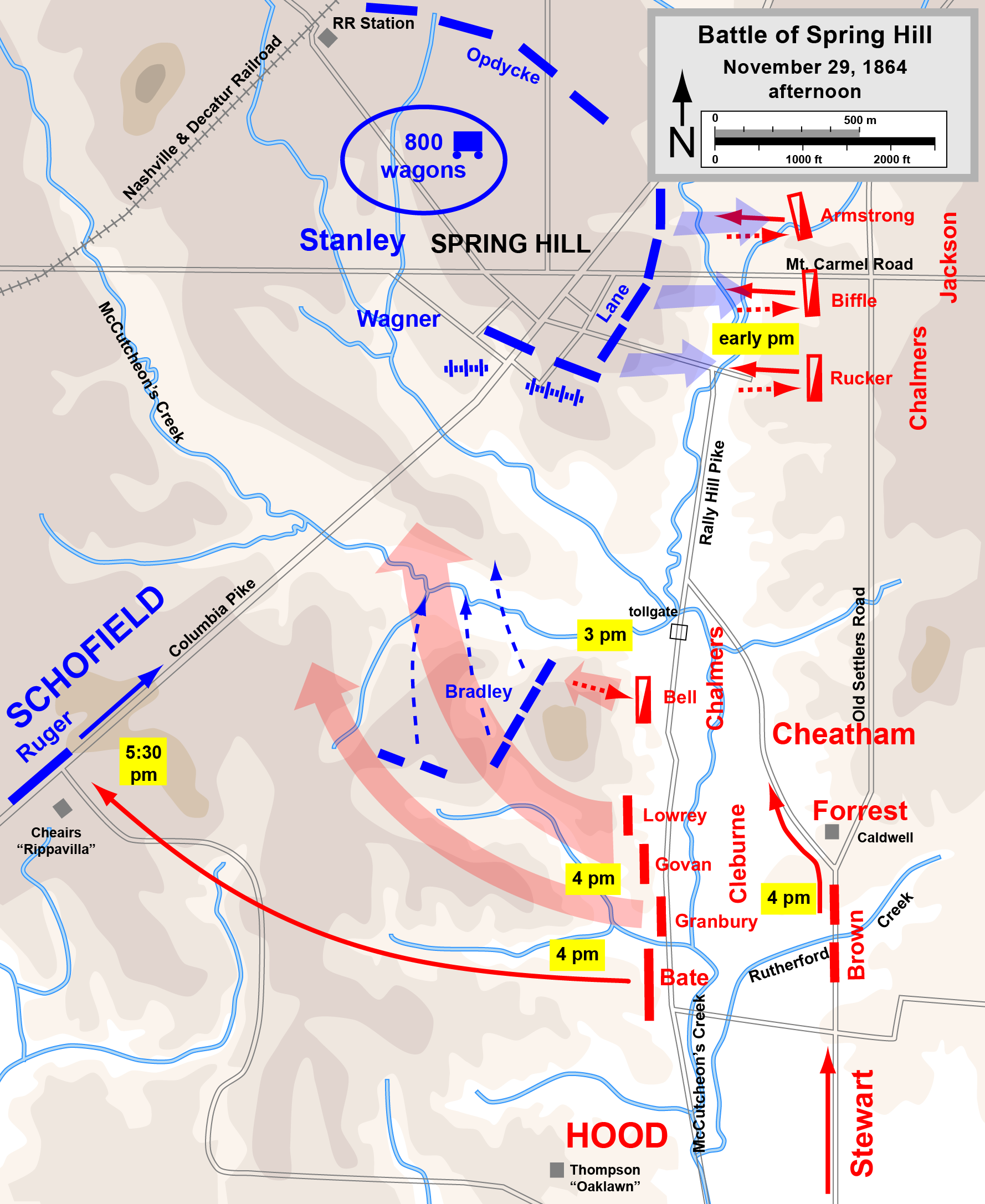
Actions à Spring Hill, l'après-midi du 29 novembre 1864
Confédération
Union

Les cavaliers de Forrest approchent de Spring Hill par la route de Mount Carmel et à environ 11 heures 30 se heurtent aux piquets du IVe corps. Stanley s'est déplacé vers le nord rapidement et a formé des positions avec la division de Wagner qui protège le village de Spring Hill, sur trois côtés. Au nord-ouest du village, les lignes de la brigade du colonel Emerson Opdycke protègent les énormes trains de ravitaillement de la brigade du brigadier général Luther P. Bradley. La brigade de Lane se précipite vers l'avant et repousse les cavaliers démontés, principalement la brigade du Mississippi du brigadier général Frank C. Armstrong. Forrest reçoit un message de Hood pour qu'il tienne la position à tout prix jusqu'à l'arrivée de l'infanterie. La division du major général Patrick R. Cleburne du corps de Cheatham arrive en milieu d'après-midi sur la gauche de Forrest. Les cavaliers, a court de munitions, se retirent de la ligne et partent vers le nord pour être prêts à couvrir une avance ultérieure de l'armée de Hood, ou pour bloquer la retraite de Schofield.
Les hommes de Forrest partent vers le sud et il mène la brigade du brigadier général Tyree H. Bell de la division de Chalmer pour chasser ce qu'il pense être une petite troupe de cavalerie sur une butte au sud de McCutcheon's Creek. En fait, ils sont en train d'engager la brigade de Bradley, qui les repousse immédiatement avec le soutien de l'artillerie lourde. Forrest contrit remarque, « ils étaient là bien sûr, n'est-ce pas, Chalmers ? ».
Le premier dysfonctionnement de communication du commandement de la bataille a eu lieu à l'arrivée de Hood alors qu'il établit son quartier général dans la maison d'Absalom Thompson, « Oaklawn ». Cheatham a ordonné à sa division sous les ordres du major général William B. Bate de monter contre Spring Hill de concert avec Cleburne, se formant sur la gauche des Irlandais. Hood ordonne ensuite personnellement à Bate à se déplacer vers le Columbia Pike et de « se rabattre vers Columbia ». Ni Bate ni Hood ne prennent la peine d'informer Cheatham de ce changement dans les ordres. Les hommes de Bate avancent d'environ 3 000 yards (2 743 mètres) en formation de combat avant d'avoir atteint la colline, un trajet de plus de deux heures. À environ 17 heures 30, ses éléments de tête, des tireurs d'élite sous les ordres du commandant Thomas D. Caswell, tirent sur une colonne fédérale approchant de leur gauche—la division du major général Thomas H. Ruger du XXIIIe corps, l'avant-garde du corps principal de Schofield. Mais avant que les deux divisions puissent s'engager dans la bataille, un officier de l'état-major de Cheatham arrive pour insister pour que Bate suive les ordres originaux de Cheatham et qu'il rejoigne l'attaque de Cleburne. Tard dans la nuit, Bate rend compte du contact avec la colonne fédérale, mais Cheatham réduit l'importance de la rencontre.
De retour à Colombia, Schofield est convaincu, à environ 15 heures que les confédérés ne l'attaqueront pas ici et à 15 heures 30, il rejoint deux brigades de la division de Ruger en marche vers Spring Hill. Il ordonne à ses dernières forces de rester jusqu'à la nuit, puis de le rejoindre dans la marche vers le nord. Dès que Schofield part, Stephen D. Lee lance, par coïncidence, une attaque contre la position de l'Union, même s'il a beaucoup de mal à déployer les ponts flottants pour la traversée de la rivière. Au moment où le gros de ses deux divisions ont pu traverser, le commandant le plus ancien de l'Union laissé derrière à Columbia, le brigadier général Jacob D. Cox, commence à se retirer et les dernières troupes quittent le Franklin Pike à 10 heures.
Les 3 000 hommes de Cleburne commencent une attaque en échelon contre la brigade de Bradley, à environ 16 heures. De droite à gauche, ses brigades sont menées  par les brigadiers généraux Mark P. Lowery, Daniel C. Govan, et Hiram B. Granbury. La brigade de cavalerie de Bell soutient la droite, bien qu'elle reste à court de munitions et ait eu peu d'effet sur le combat. Alors que Cheatham s'attend à ce que Cleburne aille vers le nord sur Spring Hill, l'intention de Hood est d'utiliser cette formation pour faire un mouvement tournant vers la route à péage et de tourner vers la gauche pour intercepter les unités de Schofield qui arrivent, mais apparemment, il n'a pas observé l'emplacement des positions de l'Union au sud de la ville. La formation en échelon est donc moins efficace contre la position de Bradley sur leur droite et en face, permettant seulement à la brigade de Lowrey de les engager au début. Après  la demande d'assistance de Lowrey, Cleburne mène personnellement la brigade de l'Arkansas de Govan en avant, la plaçant sur un alignement au nord contre le flanc droit de Bradley. L'attaque de Govan et de Lowrey déborde Bradley et ses hommes fuient en désordre. Les deux brigades de Cleburne les chassent vigoureusement, et elles sont arrêtées avant la route à péage uniquement par des tirs lourds de l'artillerie du IVe corps, placée plus tôt par Stanley sur une colline au nord de la crique.
À ce moment, la division de Cheatham sous les ordres du major général John C. Brown (la division de Cheatham avant qu'il prenne le commandement du corps) a traversé le Rutherford Creek et est mise en place par Cheatham pour une autre attaque sur Spring Hill, sur la droite de Cleburne. Avec la tombée de l'obscurité, les bruits des canons de Brown seront le signal pour les hommes de Cleburne de la reprise de leur attaque. Brown n'attaque pas, cependant. Son commandant de brigade, sur la droite, le brigadier général Otho F. Strahl rapporte qu'il y a des troupes de l'Union en position sur son flanc droit et en face, et que les cavaliers de Forrest, promis pour protéger son flanc droit, ne semblent pas être présents. Alors que sa brigade sous les ordres du brigadier général States Rights Gist n'est pas encore arrivée pour se joindre à l'attaque, Brown décide de consulter son commandant de corps avant de continuer.

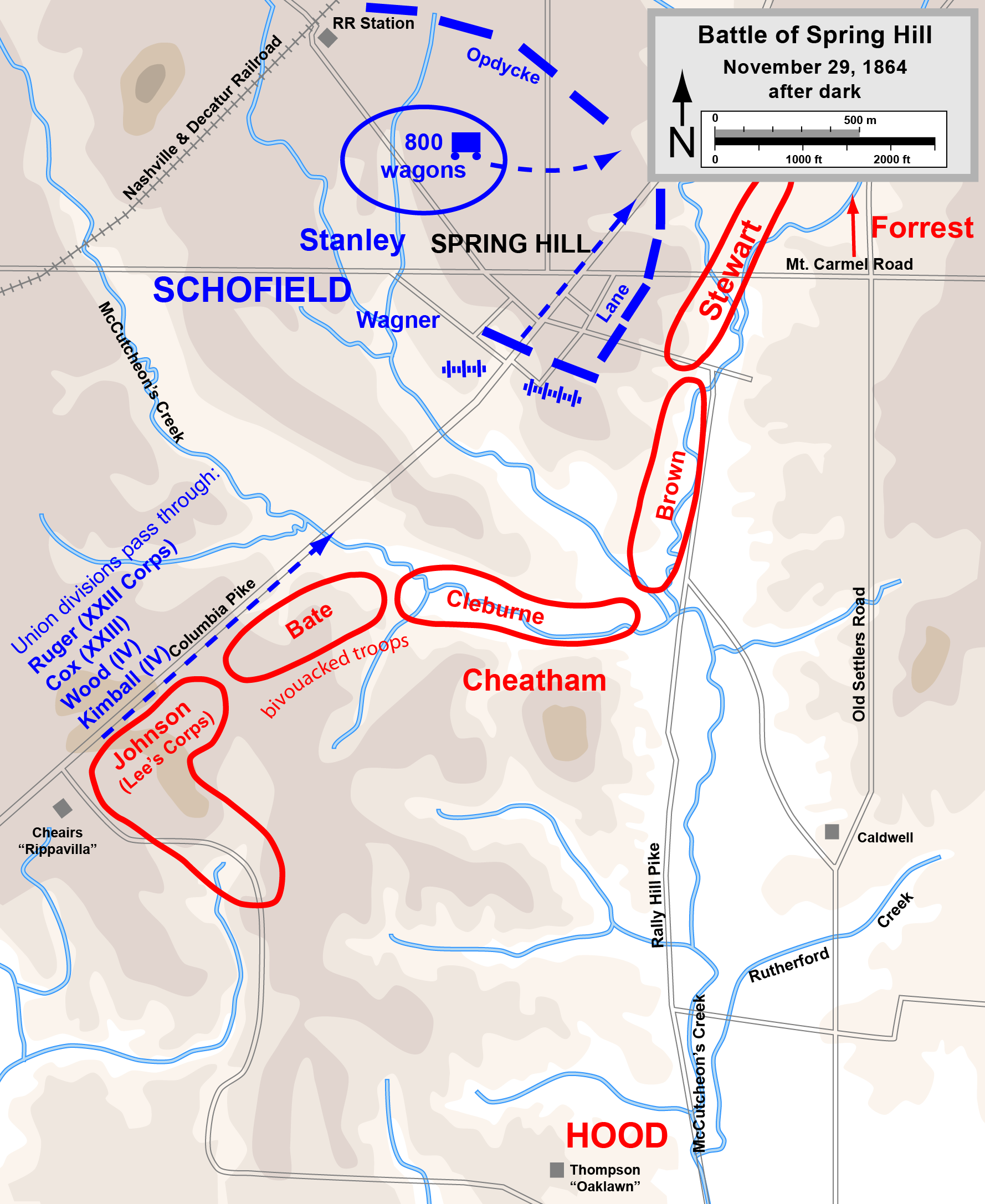
Positions sur Spring Hill après la tombée de l'obscurité

Cheatham tente à cette heure de trouver Bate et de l'orienter dans l'attaque combinée. Brown envoie deux officiers d'état-major pour trouver Cheatham et stoppe ses troupes alors qu'il attend une décision. Au moment où Cheatham et Brown sont en mesure de se parler, aux environs de 18 heures 15, le champ de bataille est dans l'obscurité totale, et les deux officiers décident qu'un assaut mené alors, sans connaître l'état de leur flanc droit pourrait être une catastrophe. Cheatham part pour le quartier général de Hood pour consulter le commandant de l'armée. Hood est furieux que l'attaque n'ait pas eu lieu comme il l'a prévue et que la route soit encore ouverte. Cheatham dit qu'il a besoin de l'aide de Stewart pour protéger son flanc droit, de sorte que Hood dépêche un officier d'état-major pour trouver Stewart. Étant debout depuis 3 heures du matin, Hood est, à ce moment très fatigué. Il prend un grand dîner à Oaklawn, qui comprend une quantité de boissons, et va au lit à 21 heures, confiant que quels que soient les revers subis par son armée au cours de la journée, ils seront en mesure de les corriger le matin et battre Schofield.
Plus tôt dans l'après-midi, Hood a envoyé le corps de Stewart derrière le Rutherford Creek, lui a ordonné d'aller vers le nord de Spring Hill et de couper la colonne fédérale. Après avoir pris une mauvaise direction, Stewart se retrouve au quartier général de Forrest à la maison de Caldwell. Là, il s'entretient avec Forrest sur les positions de l'armée, lorsque, soudain, l'un des officiers d'état-major de Cheatham arrive et donne l'ordre au nom de Hood au corps de Stewart de se déplacer pour soutenir l'attaque de Brown. Après le mouvement arrière de la colonne de Stewart, il arrive au poste de commandement de Brown, mais est désorienté par l'apparent désaccord des ordres qu'il reçoit, alors il revient au quartier général de Hood pour obtenir des éclaircissements. Il informe Hood que parce que ses hommes sont fatigués et sont en mouvement depuis le lever du jour, il est maintenant près de 23 heures— qu'il leur a ordonné de bivouaquer pendant qu'ils attendent. Hood accepte la situation et dit à Stewart de prendre la direction de Franklin dans la matinée, après que les hommes se soient reposés.

## Suite
La bataille de Spring Hill est une petite affaire en termes de victimes—environ 350 pour l'Union et 500 pour les confédérés, mais le résultat d'une mauvaise communication et simplement d'une mauvaise gestion militaire permet que, durant la nuit le commandement de Schofield, y compris Cox, passe de Columbia, à travers Spring Hill tandis que les commandants confédérés dorment. Le passage de l'armée n'est pas passé inaperçu par les soldats, mais aucun effort concerté n'est fait pour bloquer la route. La brigade de cavalerie du brigadier général Lawrence S. Ross tente de bloquer le passage des trains de ravitaillement au nord de Spring Hill, à Thompson's Station, mais l'infanterie fédérale qui les accompagne repousse la tentative. Un soldat réveille le général commandant à 2 heures du matin, et indique qu'il a vu la colonne de l'Union partir vers le nord, mais Hood ne fait rien d'autre que d'envoyer un message à Cheatham de tirer sur les troupes en mouvement.
À 6 heures du matin le 30 novembre, toute l'armée de Schofield est bien au nord de Spring Hill et son avant-garde a atteint Franklin, où elle commence à construire des parapets au sud de la ville. Dans la matinée, Hood découvre que Schofield s'est échappé, et après une conférence houleuse avec ses commandants subalternes au cours de laquelle il les blâme tous, sauf lui-même pour l'échec, ordonne à son armée de reprendre la poursuite, se mettant en place pour la désastreuse bataille de Franklin dans l'après-midi.
L'incident de Spring Hill était une leçon d'objet dans la rupture de la responsabilité de commandement et de communication. Hood était partiellement responsable. Il était venu à Spring Hill sans autre plan qu'être plus rapide que Schofield pour se rendre à Nashville. Son absence du terrain l'a rendu ignorant de plusieurs questions cruciales. Quand il a appris finalement à minuit que la ligne rebelle ne faisait pas face à la route, il a encore évité d'observer personnellement, étant trop confiant de la position de Schofield
Spring Hill a été, sans doute, la meilleure chance de Hood d'isoler et vaincre l'armée de l'Union (Thomas L. Connelly, historien de l'armée du Tennessee, fait valoir que l'importance de Spring Hill a été exagérée et que Schofield avait trois itinéraires alternatifs pour aller soit à Franklin ou à Nashville.) Les récriminations de l'opportunité perdue se propagent rapidement Les rumeurs circulent à propos d'une ivresse de Brown, mais elles n'ont jamais été étayées et, plus tard, il fut élu gouverneur du Tennessee. Hood croit que Cheatham est plus responsable, mais il est aussi critique contre les deux commandants de division de Cheatham, Cleburne et Brown. Son rapport officiel dit, « le major général Cheatham a reçu l'ordre d'attaquer l'ennemi sans tarder vigoureusement et de prendre possession de la route, et, bien que ces ordres ont été souvent et avec ferveur répétés, il l'a fait mais d'une attaque faible et partielle, échouant à atteindre le point indiqué ». Les historiens Thomas L. Connelly, Eric Jacobson, et Wiley Sword blâment chacun à la fois Hood et Cheatham.
Une variété de théories sur les échecs personnels de Hood ont occupé les historiens pendant des années. L'une des plus persistantes est que le général était affaibli en raison de absorption de laudanum dans la soirée, tentant de soulager la douleur et l'irritation de sa jambe amputée par chevauchée longue et humide sur des routes difficiles de la journée. Le livre d'Eric Jacobson, For Cause & for Country, répertorie de nombreux auteurs qui ont soutenu cette histoire, mais il affirme qu'« il n'y a aucune preuve que Hood ait pris toute sorte de drogues, ou même de l'alcool, à Spring Hill ».

## Préservation du champ de bataille

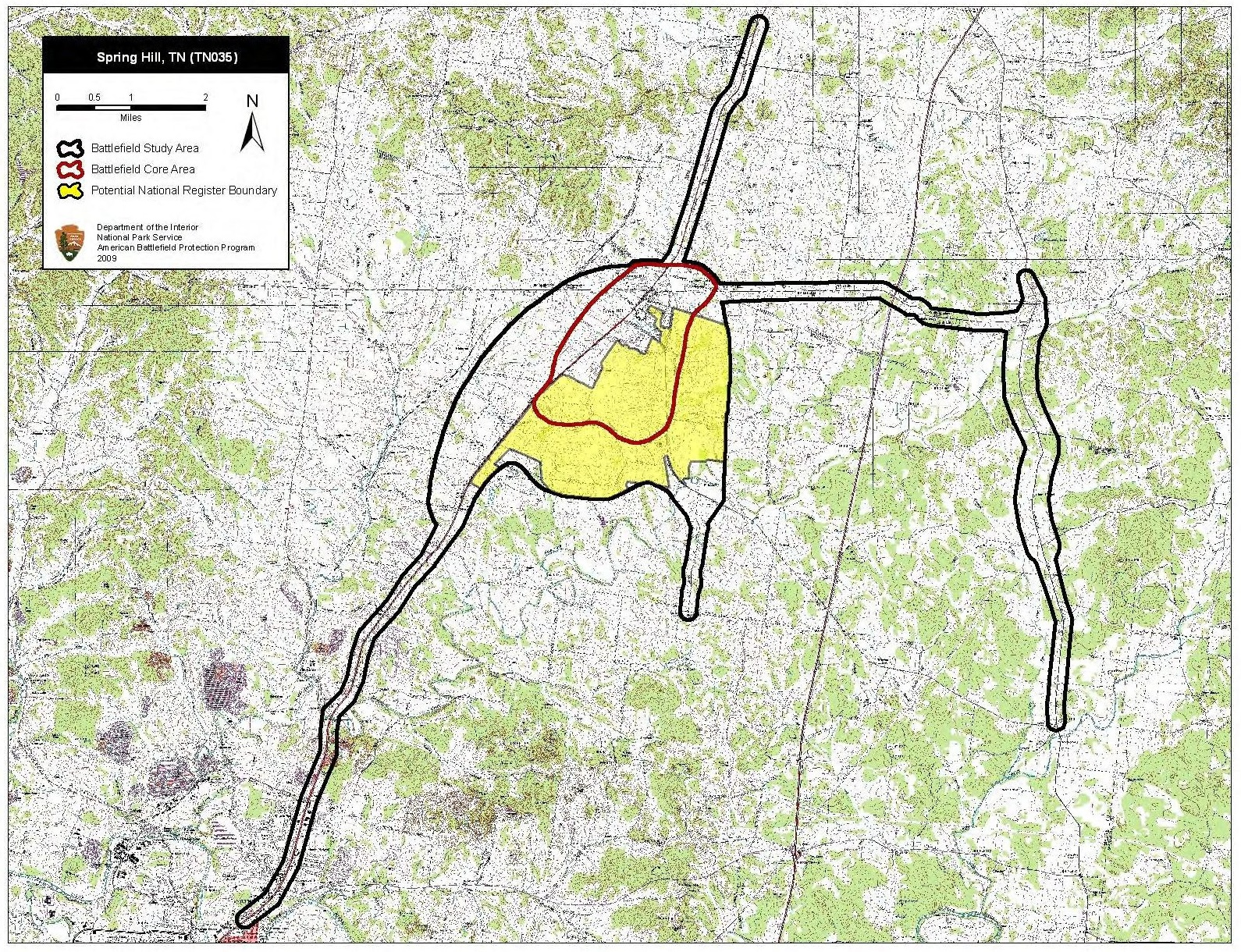
Carte du champ de bataille de Spring Hill et des zones d'étude par le programme de protection des champs de bataille américains.

Des parties de paysage ont été modifiées, mais la plupart des caractéristiques essentielles restent. Le développement industriel et résidentiel et la route associée et les infrastructures de communication submergent rapidement le champ de bataille historique. Les terres protégées comprennent Rippavilla, Inc. (98,44 acres), Civil War Preservation Trust (70 acres), Tennessee Land Trust (82,70 acres), et le département des parcs et des loisirs du comté de Maury (20 acres). La Civil War Preservation Trust est renommée Civil War Trust en 2011 et en mai 2018 devient une division de l'American Battlefield Trust. Le Trust et ses partenaires ont acquis et conservé un total de 195 acre (0,8 kilomètre carré) du champ de bataille dans trois opérations depuis 1996.